# 1940 au Vatican
Chronologie du Vatican
- 1936
- 1937
- 1938
- 1939
- 1940
- 1941
- 1942
- 1943
- 1944

Cette page concerne les évènements survenus en 1940 au Vatican  :

## Évènement
- mai : Le Vatican affirme sa neutralité « sans soutenir le camp des Alliés, ni celui des régimes totalitaires ». « Le pape établit ou maintient des liens avec les régimes collaborationnistes des pays occupés par l'Allemagne, Lituanie, régime de Vichy, Croatie d'Ante Pavelić. »
- 7 mai : Concordat de 1940, un accord entre le Portugal et le Saint Siège.
- 13 juin : Encyclique Saeculo Exeunte Octavo.